# Castellotti
Scuderia Eugenio Castellotti – zespół oraz producent silników Formuły 1, aktywny w 1960 roku.
Nazwany na cześć tragicznie zmarłego w 1957 roku kierowcy Ferrari, Eugenio Castellottiego, zespół Scuderia Eugenio Castellotti używał samochodów Cooper T51 oraz zmodyfikowanych silników Ferrari Tipo 553 2.0 R4, którym zwiększono pojemność do 2,5 litra. Silniki te przemianowano na "Castellotti". Samochody z silnikami Castellotti można było łatwo odróżnić od innych modeli T51, jako że rura wydechowa została umieszczona po lewej stronie samochodu, podczas gdy wszystkie inne modele miały ją umiejscowioną po prawej stronie. Zespół wziął udział w czterech Grand Prix sezonu 1960. Jego kierowcami byli mniej znani włoscy zawodnicy: Gino Munaron, Giorgio Scarlatti i Giulio Cabianca. Cabianca zajął w Grand Prix Włoch czwarte miejsce, dzięki czemu z trzema punktami Cooper-Castellotti zajął szóste miejsce w klasyfikacji konstruktorów sezonu 1960.

## Wyniki w Formule 1
| Legenda oznaczeń w tabelach wyników Wyświetl szablon na nowej stronie | Legenda oznaczeń w tabelach wyników Wyświetl szablon na nowej stronie                                                                     |
| Oznaczenie                                                            | Wyjaśnienie |
| --------------------------------------------------------------------- | --- |
| Złoty                                                                 | Zwycięzca lub mistrzostwo |
| Srebrny                                                               | 2. miejsce lub wicemistrzostwo |
| Brązowy                                                               | 3. miejsce lub II wicemistrzostwo |
| Zielony                                                               | Ukończył, punktował (w klasyfikacji generalnej, gdy zdobył co najmniej jeden punkt na przestrzeni sezonu, poza trzema powyższymi opcjami) |
| Niebieski                                                             | Ukończył, nie punktował (w klasyfikacji generalnej, gdy nie zdobył co najmniej jednego punktu na przestrzeni sezonu)                      |
| Czerwony                                                              | Nie zakwalifikował się (NZ) |
| Czerwony                                                              | Nie prekwalifikował się (NPK) |
| Różowy                                                                | Nie ukończył (NU) |
| Różowy                                                                | Niesklasyfikowany (NS) (w klasyfikacji generalnej, gdy nie został sklasyfikowany w żadnym wyścigu sezonu)                                 |
| Czarny                                                                | Zdyskwalifikowany (DK) |
| Czarny                                                                | Wykluczony (WYK/EX) |
| Biały                                                                 | Nie wystartował (NW) |
| Biały                                                                 | Kontuzjowany (K/INJ) |
| Biały                                                                 | Wyścig odwołany (OD/C) |
| Bez koloru                                                            | Został wycofany (WYC/WD) |
| Bez koloru                                                            | Nie przybył (NP/DNA) |
| Bez koloru                                                            | Nie brał udziału w treningach (NT/DNP) |
| Bez koloru                                                            | Nie został zgłoszony (–) |
| Pogrubienie                                                           | Start z pole position |
| Kursywa                                                               | Najszybsze okrążenie wyścigu |
| †                                                                     | Nie ukończył, ale jego rezultat został zaliczony ze względu na przejechanie więcej niż 90% dystansu wyścigu.                              |
| *                                                                     | Sezon w trakcie |
| 1/2/3                                                                 | Punktowana pozycja w sprincie kwalifikacyjnym                                                                                             |
| Lista systemów punktacji Formuły 1                                    | |

| Sezon | Samochód   | Silnik             | Opony | Kierowcy          | ARG | MCO | 500 | NLD | BEL | FRA | GBR | POR | ITA | USA | Pkt. | Msc. |
| 1960  | Cooper T51 | Castellotti 2.5 R4 | D     | Giorgio Scarlatti |     | NZ  |     |     |     |     |     |     |     |     | 3    | 6    |
| 1960  | Cooper T51 | Castellotti 2.5 R4 | D     | Gino Munaron      |     |     |     |     |     | NU  | 15  |     | NU  |     | 3    | 6    |
| 1960  | Cooper T51 | Castellotti 2.5 R4 | D     | Giulio Cabianca   |     |     |     |     |     |     |     |     | 4   |     | 3    | 6    |